# Ökejsarduva
Ökejsarduva (Ducula pistrinaria) är en fågel i familjen duvor inom ordningen duvfåglar.

## Utseende och läte
Ökejsarduvan är en stor och långhalsad duva med mer enfärgat grå fjäderdräkt än andra kejsarduvor i sitt utbredningsområde. Den är överlag mycket ljus, med mörkblå stjärt. skär anstrykning på strupe och bröst samt grått på vingar och rygg. Fåglar i Amiralitetsöarna har istället grön ovansida. Arten liknar stillahavskejsarduvan, men är ljusare. Vanligaste lätet är ett ljust "ahu ahu ahu ahu" som faller i både tonhöjd och ljudstyrka.

## Utbredning och systematik
Ökejsarduvan förekommer på öar norr och öster om Nya Guinea. Den delas in i fyra underarter med följande utbredning:
- Ducula pistrinaria rhodinolaema – förekommer på Amiralitetsöarna, på Lavongai och på små öar utanför norra Nya Guinea
- Ducula pistrinaria vanwyckii – förekommer på öar i Bismarckarkipelagen (New Britain, New Ireland och Vituöarna)
- Ducula pistrinaria postrema – förekommer på ön Misima, D'Entrecasteaux- och Louisiadeöarna
- Ducula pistrinaria pistrinaria – förekommer på Salomonöarna och Lihiröarna

## Levnadssätt
Ökejsarduvan är relativt kustlevande och föredrar, som namnet avslöjar, mindre öar. Den ses ofta sitta synligt helt i det öppna.

## Status och hot
Arten har ett stort utbredningsområde, men tros minska i antal, dock inte tillräckligt kraftigt för att den ska betraktas som hotad. Internationella naturvårdsunionen IUCN listar arten som livskraftig (LC).